# Speyeria adiaste
Speyeria adiaste är en fjärilsart som beskrevs av Edwards 1864. Speyeria adiaste ingår i släktet Speyeria och familjen praktfjärilar. Inga underarter finns listade i Catalogue of Life.

## Bildgalleri

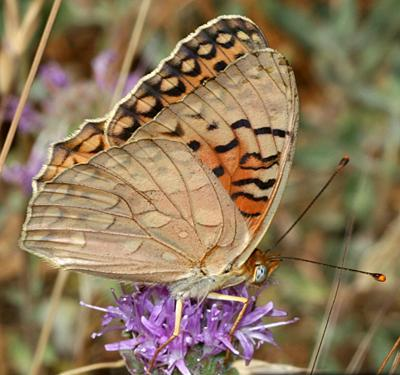